# 約旦歷史
約旦歷史開始於西元前90,000年，當時這個地區已經有人居住。约旦原是巴勒斯坦的一部分。先后被亚述、巴比伦、波斯和马其顿统治。7世纪属阿拉伯帝国版图。16世纪归属奥斯曼帝国。

## 古代时期
人类在今约旦活动的证据可以追溯至舊石器时代中晚期（约公元前50000年至前17000年）。

## 铁器时代
在铁器时代，约旦主要由这三个王国主导，他们是亚扪人、摩押人和以東。在以色列王國的全盛時期，包括現今安曼等約旦河東岸地區屬於以色列的一部份。公元前840年，摩押王米沙發動了反以色列起義，脫離了以色列人的統治。
在亞述帝國的征服後，只剩下亚扪人的國家維持獨立。但最終巴勒斯坦地區都分別落入了新巴比倫王國、阿契美尼德帝國和亞歷山大帝國統治。

## 古典时代

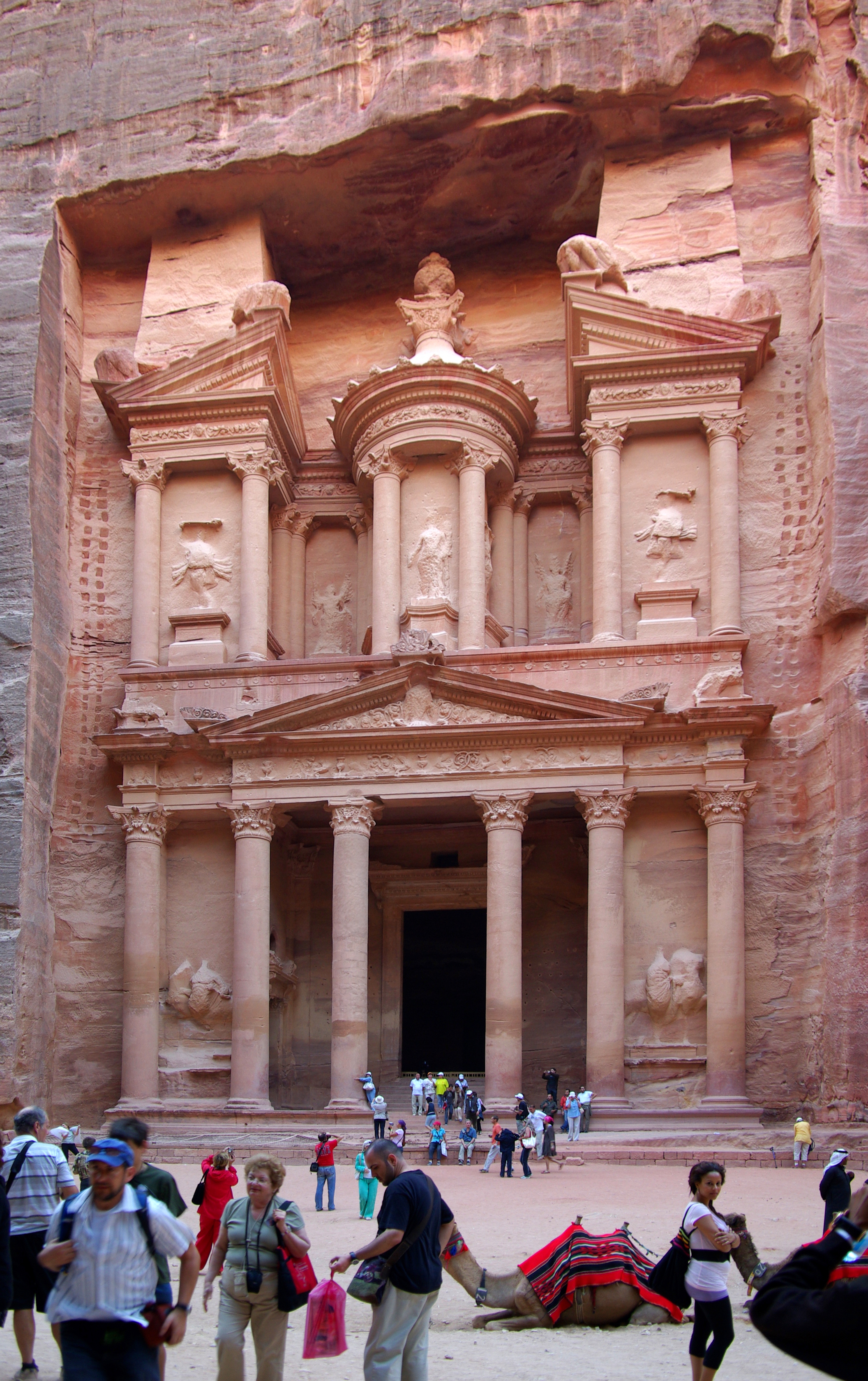
佩特拉，納巴泰王國的首都，是納巴泰字母，現時阿拉伯字母的發源地。

前586年發生了巴比倫囚虜後，以東人乘機遷入了猶地亞，而納巴泰人則遷入了以東人故地，定都佩特拉，建立起自己的王國。在古典时代，纳巴泰王国乘著希臘化國家之間的連年征戰，日漸崛起。在公元106年被罗马帝国吞并，成為阿拉伯省，並持續到7世紀。公元3世紀早期，阿拉伯在黎凡特地區建立了伽珊尼德，並且成為罗马帝国和拜占庭帝國的附庸國，在638年被伊斯蘭帝國吞併。隨著希臘羅馬文化的影響，一些半獨立的城邦也在約旦形成，聯合為德卡波利斯（即「十城」），有八座城在約旦河東岸，其中包括：格拉沙（杰拉什），非拉鐵非（安曼），拉法納（阿比拉），地菴（Capitolias），加大拉（Umm Qays）和佩拉（伊爾比德）。
在纳巴泰王国時期，約旦地區因為其地理位置而成為重要的陸上貿易要點。但到了羅馬時代，隨著薩珊波斯崛起和海上貿易的興盛，約旦地區的富裕程度大不如前，到了7世紀時佩特拉已經荒廢了。

## 中世纪
7世纪初，约旦并入伊斯兰阿拉伯国家-倭馬亞王朝。當時，今天約旦的首都安曼，成為「Jund Dimashq」（大馬士革軍區）的一個主要城鎮，並成為省會。
在伍麦叶王朝之后，阿拔斯王朝时期，约旦被忽视并且由于地缘政治的转变而受到煎熬。
在阿拔斯王朝衰弱之后，约旦部分地区受到各种力量统治，包括十字軍，阿尤比王朝，馬穆魯克王朝以及在1517年左右佔領了阿拉伯世界主要地區的鄂圖曼帝國。

## 鄂圖曼统治
1516年，鄂圖曼帝國入侵黎凡特並統治了當地。在鄂圖曼帝国统治时期，约旦大部分地区由当地阿拉伯军阀控制。鄂圖曼较少干预当地事务。

## 英国保护国-外约旦王国
第一次世界大战期間，協約國為了打擊奥斯曼帝国，支持並策劃了阿拉伯起義，因此漢志王國的哈希姆家族進行北伐，攻下巴勒斯坦和敘利亞。原先英國人同意允許阿拉伯人獨立建國，但是協約國卻秘密簽署了《賽克斯-皮科協定》，劃分了列強在中東的勢力範圍。結果阿拉伯人的地區被英法兩國瓜分，其中巴勒斯坦和伊拉克為英國勢力範圍。1921年，哈希姆家族的阿卜杜拉王子獲英國委任外約旦酋長之位，於4月11日成為外約旦埃米爾，開始了外约旦英国保护国。

## 约旦王国
1946年1月17日，英国外交大臣在联合国发表演说，强调英国政府将在不久使外约旦成为一个独立的主权国家。1946年5月22日，伦敦条约签署，外约旦获得完全独立，國名「外約旦哈希姆王國」，阿卜杜拉於5月25日宣佈自己為外約旦國王。1951年，阿卜杜拉一世去世，塔拉勒·伊本·阿卜杜拉繼位，但他因健康問題，翌年就傳位給兒子侯赛因·本·塔拉勒。
在以色列獨立後，約旦在阿以衝突中扮演了重要角色，參加過三次中東戰爭。1948年以色列獨立戰爭後，聯合國將約旦河西岸和東耶路撒冷交給外約旦託管。1950年，外約旦宣布吞併西岸地區，並更名「約旦哈希姆王國」。從1948年以色列獨立戰爭後到1963年六日戰爭前，約旦控制了約旦河西岸和東耶路撒冷。在六日戰爭，約旦戰敗，並失去了西岸地區，退回到原本邊界。在1973年的贖罪日戰爭中，約以邊境上沒有戰火。但約旦派出一個旅的兵力進入敘利亞，抵禦那裡的以色列軍隊。
在1948年和1963年兩次戰爭中，都有大量阿拉伯難民包括約旦公民逃至約旦河東岸，使巴勒斯坦人在約旦的勢力大為增加。1964年5月28日，巴勒斯坦解放組織建立，並獲得約旦國王侯赛因·本·塔拉勒的支持。但是1967年巴解組織企圖刺殺侯赛因·本·塔拉勒以取得對約旦的統治權，但約旦國王被保鏢用身體壓住，倖免於難。1970年，在巴解組織多次劫機後，約旦正式起兵討伐，因時間主要集中於1970年9月16日至27日，又稱為「黑色九月」，最後巴解組織於1971年7月撤出約旦。1994年10月26日，《以色列國與約旦哈希姆王國和平條約》簽訂，約旦成為繼埃及之後第二個與以色列簽署和平協議的阿拉伯國家。
1999年2月7日，侯赛因·本·塔拉勒離世，現任國王阿卜杜拉二世繼位。2010年12月突尼西亞爆發茉莉花革命而爆發阿拉伯之春，並在2011年1月14日蔓延到約旦。2月1日，國王阿卜杜拉二世撤換首相萨米尔·里法伊並解散內閣。6月12日，約旦允許了民選內閣。10月24日，阿卜杜拉二世再次解散首相马鲁夫·巴希特內閣。長期的示威抗議導致約旦國王阿卜杜拉二世在18個月內三度撤換內閣首相，並於2012年解散國會，提前於隔年舉行選舉，示威活動才走向結束。阿拉伯之春之後步入了阿拉伯之冬，由於伊斯蘭國在2014年夏天迅速擴張到伊拉克北部和東部，約旦受到激進聖戰組織的威脅，在伊拉克和敘利亞邊境增兵。